# Sydney Greenstreet
Sydney Hughes Greenstreet (ur. 27 grudnia 1879 w Sandwich, zm. 18 stycznia 1954 w Hollywood) – angielski aktor.

## Życiorys
Greenstreet urodził się w Sandwich w hrabstwie Kent w Anglii jako syn handlarza skórą, miał siedmioro rodzeństwa. Opuścił dom w wieku 18 lat, wzbogacił się jako plantator herbaty na Cejlonie, lecz susza zniszczyła jego plantacje i zmusiła go do powrotu do Anglii. Zarządzał browarem i w tym samym czasie, aby zabić nudę, brał lekcje aktorstwa. Jego debiut sceniczny to rola mordercy Craigena w sztuce o Sherlocku Holmesie, autorstwa sir Arthura Conana Doyle’a, w 1902 roku, na deskach Marina Theatre w Ramsgate w hrabstwie Kent. Objeżdżał Anglię z Benem Greetem, w 1905 zadebiutował w Nowym Jorku. Od tego czasu Greenstreet zagrał w dużej liczbie przedstawień w Anglii i w USA, przez większość lat trzydziestych pracując z Alfredem Luntem oraz Lynn Fontanne w Theatre Guild. W czasie swojej kariery scenicznej grał w różnorodnych sztukach, od musicali do dzieł Szekspira, lata tak wszechstronnego aktorstwa zaowocowały wieloma ofertami gry w filmach. Odmawiał aż do wieku 62 lat.
W roku 1941 Greenstreet zaczął pracować dla wytwórni Warner Bros. Debiut – Kasper Gutman („The Fat Man”) w Sokole maltańskim – był także jego najsłynniejszą rolą; zagrał tam razem z Peterem Lorrem, jako Joelem Cairo, co dało początek długiej współpracy tej dwójki. Greenstreet wystąpił razem z Lorrem w dziewięciu filmach, włączając Casablankę, jako właściciel klubu Signor Ferrari (za tę rolę otrzymywał wynagrodzenie 3750 USD na tydzień przez siedem tygodni), oraz Background to Danger (1943, z George’em Raftem), Droga do Marsylii (1944, ponowne spotkanie gwiazd Casablanki: Humpreya Bogarta i Claude'a Rainsa), Maska Dimitriosa (1944, wymieniony jako pierwszy aktor), The Conspirators (1944, z Hedy Lamarr i Paulem Henreidem), Hollywood Canteen (1944), Three Strangers (1946, wymieniony jako pierwszy aktor) i The Verdict (1946, wymieniony jako pierwszy aktor). Po ośmiu latach, w 1949, kariera filmowa Greenstreeta zakończyła się filmem Malaya, gdzie był wymieniony jako trzeci, po Spencerze Tracym i Jamesie Stewarcie. W czasie tych ośmiu lat pracował z wieloma gwiazdami, od Clarka Gable’a do Avy Gardner i Joan Crawford. Pisarz Tennessee Williams napisał jednoaktową sztukę The Last of My Solid Gold Watches, mając na myśli Greenstreeta i zadedykował ją mu.
Greenstreet był nominowany do Oscara w 1942 roku w kategorii najlepszy aktor drugoplanowy za rolę w filmie Sokół maltański.
W latach 1950 i 1951 Greenstreet grał postać Nero Wolfe’a w radiowym programie The New Adventures of Nero Wolfe w NBC, luźno opartym na postaci detektywa stworzonej przez Rexa Stouta.
Greenstreet chorował na cukrzycę i chorobę Brighta (przewlekłą niewydolność nerek). Pięć lat po zakończeniu kariery aktorskiej Greenstreet zmarł z powodu komplikacji związanych z cukrzycą. Jest pochowany w Forest Lawn Memorial Park Cemetery, w Glendale w Kalifornii, w miejscu niedostępnym dla zwiedzających. Jego jedyny syn, John Ogden Greenstreet, z małżeństwa Sydneya z Dorothy Marie Ogden, żył dłużej niż on; zmarł 4 marca 2004 w wieku 84 lat.
Sydney jest spokrewniony z aktorem Markiem Greenstreetem.
W hołdzie dla Greenstreeta, postać bossa Hectora Lemansa w grze komputerowej Grim Fandango była oparta na nim. Jim Ward, który podkładał głos Lemansa, skopiował nawet złowieszczy śmiech Greenstreeta.
W jednym z odcinków Star Trek: Następne Pokolenie, pod tytułem „The Big Goodbye”, występował holograficzny złoczyńca Cyrus Redblock, grany przez Lawrence’a Tierneya, który wzorował się na postaci Kaspera Gutmana z Sokoła maltańskiego, granej przez Greenstreeta.

## Filmografia
- Sokół maltański (1941) jako Kasper Gutman
- Umarli w butach (1941) jako Porucznik Gen. Winfield Scott
- Przez Pacyfik (1942) jako Dr. Lorenz
- Casablanca (1942) jako Signor Ferrari
- Background to Danger (1943) jako Pułkownik Robinson
- Droga do Marsylii (1944) jako Major Duval
- Pomiędzy dwoma światami (1944) jako Wielebny Tim Thompson
- Maska Dimitriosa (1944) jako Mr. Peters
- Konspiratorzy (1944) jako Ricardo Quintanilla
- Hollywood Canteen (1944) jako Himself
- Pillow to Post (1945) jako Colonel Michael Otley
- Konflikt (1945) jako Dr Mark Hamilton
- Christmas in Connecticut (1945) jako Alexander Yardley
- Troje nieznajomych (1946) jako Jerome K. Arbutny
- Devotion (1946) jako William Makepeace Thackeray
- Werdykt (1946) jako Supt. George Edward Grodman
- That Way with Women (1947) jako James P. Alden
- Handlarze (1947) jako Evan Llewellyn Evans
- The Velvet Touch (1948) jako Kapitan Danbury
- Ruthless (1948) jako Buck Mansfield
- Dziewczyna w bieli (1948) jako Hrabia Fosco
- Flamingo Road (1949) jako Szeryf Titus Semple
- Malaya (1949) jako The Dutchman